# Camponotus capito
Camponotus capito é uma espécie de inseto do gênero Camponotus, pertencente à família Formicidae.